# Love Saves
Love Saves è il tredicesimo album in studio della cantante australiana Tina Arena, pubblicato nel 2023.

## Tracce
1. Church – 3:46
2. Cry Me a Miracle – 3:54
3. Outrun the Night – 3:45
4. Can't Say Anything – 3:46
5. Devil in Me – 4:26
6. Dancing on Thin Ice – 4:08
7. Mother to Her Child – 4:29
8. Dared to Love You First – 4:09
9. Love Saves – 3:41
10. House – 3:44
11. Danser sur la Glace – 4:05

## Formazione
- Andy Taylor – chitarra
- Tony Levin – basso
- André Ferrari – batteria
- Dea Norberg – cori
- Tania Doko – cori
- Steve Van Velvet – tastiera, programmazioni, chitarra
- Jack Earle – piano
- Michael Zlanabitning – piano
- Anders Wollbeck – tastiera, chitarra
- Mattias Lindblom – batteria
- Michael Paynter – cori